# Jared Gertner
Jared Gertner (28 dicembre 1980) è un attore statunitense.

## Biografia
Cresciuto a Toms River in una famiglia di ebrei masoretici, Jared Gertner ha studiato recitazione alla New York University Tisch School of the Arts. Ha fatto il suo debutto a Broadway nel 2007 nel musical The 25th Annual Putnam County Spelling Bee, a cui sono seguite numerosi apparizioni in spettacoli musicali dell'Off-Broadway. Nel 2011 è tornato a recitare a Broadway in occasione del debutto del musical The Book of Mormon, in cui era il sostituto di Josh Gad. Allo scadere del contratto, Gertner rimpiazzò Gad nel ruolo del co-protagonista Elder Cunningham e successivamente avrebbe interpretato il ruolo anche nella prima tournée statunitense del musical e nel debutto londinese nel 2013, ottenendo una candidatura al Laurence Olivier Award al miglior attore in un musical. Successivamente ha continuato ad interpretare ruoli di rilievo in allestimento di alto profilo di numerosi musical, tra cui Wonderful Town (Los Angeles, 2016), La bella e la bestia (Sacramento, 2017), La piccola bottega degli orror (Sacramento, 2018) e Guys and Dolls (St. Louis, 2019).

## Filmografia

### Televisione
- Ugly Betty - serie TV, 1 episodio (2009)
- The Good Wife - serie TV, 1 episodio (2010)
- How I Met Your Mother - serie TV, 1 episodio (2012)
- Agent Carter - serie TV, 1 episodio (2015)
- Supernatural - serie TV, 1 episodio (2015)
- 2 Broke Girls - serie TV, 1 episodio (2017)
- Modern Family - serie TV, 1 episodio (2017)
- Mom - serie TV, 1 episodio (2018)
- NCIS - Unità anticrimine (NCIS) - serie TV, episodio 19x05 (2021)

### Doppiaggio
- American Dad! - serie TV, 4 episodi (2017-2020)
- Smallfoot - Il mio amico delle nevi (Smallfoot), regia di Karey Kirkpatrick e Jason Reisig (2018)

## Doppiatori italiani
Nelle versioni in italiano delle opere in cui ha recitato, Jared Gertner è stato doppiato da:
- Massimo Di Benedetto in How I Met Your Mother
- Luca Graziani in Modern Family
- Federico Di Pofi in NCIS - Unità anticrimine
- Stefano Billi in 9-1-1: Lone Star